# Via 040
Concessionária BR-040 S/A, mais conhecida como  VIA 040, foi uma concessionária de rodovias brasileira fundada em 2014, responsável pela gestão de 936,8 quilômetros da BR-040, no trecho compreendido entre o Distrito Federal e Minas Gerais. Seu controle acionário pertence à Invepar rodovias.
A concessão para administrar e conservar a BR-040 por 30 anos foi obtida em leilão realizado em 27 de dezembro de 2013, onde a proposta foi a vencedora entre as 8 apresentadas. O contrato de concessão foi assinado em 12 de março de 2014 e prevê investimentos de R$ 7,92 bilhões e a responsabilidade pela administração, manutenção, recuperação e outras melhorias na BR-040 entre o DF e MG.
Porém, alegando prejuízos financeiros com a operação da rodovia, atrelado a crise econômica do país, a Invepar/Via 040, já sinalizava interesse em rescindir o contrato de concessão desde 2017 e acabou não cumprindo 87% das obras esperadas nos anos iniciais de concessão. Em 2024, a rodovia foi novamente licitada e terá como nova concessionária a EPR Via Mineira, do Grupo EPR, no trecho entre Juiz de Fora e Belo Horizonte. Já o trecho entre Belo Horizonte e Brasília voltou a ser administrado pelo DNIT até que seja feito uma nova licitação para a concessão desse trecho. Em 2025 o trecho da rodovia entre Belo Horizonte e Cristalina, Goiás, passou a ser administrada pela Vinci Highways, através da concessionária Via Cristais. Já o trecho entre Cristalina e Brasília segue sendo administrado pelo DNIT. 

## Cidades Abrangidas
O percurso do trecho sob concessão compreende 36 localidades localizadas no Distrito Federal, Goiás e Minas Gerais. São eles:

### Distrito Federal
- Brasília
- Santa Maria

### Goiás
- Valparaíso de Goiás
- Luziânia
- Cristalina

### Minas Gerais
- Paracatu
- Lagoa Grande
- João Pinheiro
- São Gonçalo do Abaeté
- Três Marias
- Felixlândia
- Curvelo
- Paraopeba
- Caetanópolis
- Sete Lagoas
- Esmeraldas[nota 1]
- Ribeirão das Neves
- Contagem
- Belo Horizonte
- Nova Lima
- Itabirito
- Ouro Preto
- Congonhas
- Conselheiro Lafaiete
- Cristiano Otoni
- Carandaí
- Ressaquinha
- Alfredo Vasconcelos
- Barbacena
- Oliveira Fortes
- Santos Dumont
- Ewbank da Câmara
- Juiz de Fora

## Praças de pedágio
São onze as praças de pedágio ao longo do trecho concedido a Via 040. Elas estão situadas nos seguintes pontos:
| Pedágio | km  | UF | Localidade                  | Sentido      |
| ------- | --- | -- | --------------------------- | ------------ |
| 1       | 93  | GO | Cristalina                  | Bidirecional |
| 2       | 18  | MG | Paracatu                    | Bidirecional |
| 3       | 91  | MG | Lagoa Grande (Minas Gerais) | Bidirecional |
| 4       | 172 | MG | João Pinheiro               | Bidirecional |
| 5       | 254 | MG | São Gonçalo do Abaeté       | Bidirecional |
| 6       | 328 | MG | Felixlândia                 | Bidirecional |
| 7       | 405 | MG | Curvelo                     | Bidirecional |
| 8       | 487 | MG | Capim Branco                | Bidirecional |
| 9       | 575 | MG | Itabirito                   | Bidirecional |
| 10      | 642 | MG | Conselheiro Lafaiete        | Bidirecional |
| 11      | 714 | MG | Barbacena (Minas Gerais)    | Bidirecional |

## Bases de atendimento ao usuário
São 21 as bases de atendimento (SAU) ao longo do trecho concedido à Via 040. Essas bases estão situadas, em média, a cada 45 quilômetros, e contam com serviços gratuitos 24 horas por dia, como banheiros, fraldário e água. Além disso, servem como postos de apoio aos funcionários dos serviços de inspeção viária e socorro ao usuário. Elas estão localizadas nos seguintes pontos:
| SAU | km  | UF | Localidade                   |
| --- | --- | -- | ---------------------------- |
| 1   | 1   | GO | Valparaíso de Goiás          |
| 2   | 56  | GO | Luziânia                     |
| 3   | 94  | GO | Cristalina                   |
| 4   | 143 | GO | Cristalina                   |
| 5   | 43  | MG | Paracatu                     |
| 6   | 85  | MG | Paracatu                     |
| 7   | 128 | MG | João Pinheiro                |
| 8   | 190 | MG | João Pinheiro                |
| 9   | 225 | MG | João Pinheiro                |
| 10  | 272 | MG | Três Marias                  |
| 11  | 314 | MG | Três Marias                  |
| 12  | 356 | MG | Felixlândia                  |
| 13  | 411 | MG | Curvelo                      |
| 14  | 453 | MG | Caetanópolis                 |
| 15  | 481 | MG | Sete Lagoas                  |
| 16  | 525 | MG | Contagem                     |
| 17  | 570 | MG | Nova Lima                    |
| 18  | 611 | MG | Congonhas                    |
| 19  | 660 | MG | Carandaí                     |
| 20  | 704 | MG | Barbacena                    |
| 21  | 747 | MG | Santos Dumont (Minas Gerais) |